# Challenger de Coblenza 2017
El torneo Koblenz Open 2017 es un torneo profesional de tenis. Pertenece al ATP Challenger Series 2017. Se disputará su 1ª edición sobre superficie dura bajo techo, en Coblenza, Alemania entre el 17 al el 22 de enero de 2017.

## Jugadores participantes del cuadro de individuales
| Favorito | País                       | Jugador              | Rank1 | Posición en el torneo |
| -------- | -------------------------- | -------------------- | ----- | --------------------- |
| 1        | Bandera de República Checa | Lukáš Rosol          | 113   | Segunda ronda         |
| 2        | Bandera de Argentina       | Guido Andreozzi      | 115   | Segunda ronda         |
| 3        | Bandera de Alemania        | Benjamin Becker      | 120   | Baja                  |
| 4        | Bandera de Italia          | Alessandro Giannessi | 124   | Segunda ronda         |
| 5        | Bandera de Rumania         | Marius Copil         | 127   | Primera ronda         |
| 6        | Bandera de Rusia           | Teimuraz Gabashvili  | 140   | Segunda ronda         |
| 7        | Bandera de Argentina       | Marco Trungelliti    | 150   | Primera ronda         |
| 8        | Bandera de Eslovenia       | Grega Žemlja         | 152   | Primera ronda         |

- 1 Se ha tomado en cuenta el ranking del 9 de enero de 2017.

### Otros participantes
Los siguientes jugadores recibieron una invitación (wild card), por lo tanto ingresan directamente al cuadro principal (WC):
- Florian Broska
- Jan Choinski
- Benjamin Hassan
- Daniel Masur

Los siguientes jugadores ingresan al cuadro principal tras disputar el cuadro clasificatorio (Q):
- Filip Horanský
- Nils Langer
- Yann Marti
- Michał Przysiężny

## Campeones

### Individual Masculino
- Ruben Bemelmans derrotó en la final a  Nils Langer, 6-4, 3-6, 7-6(0)

### Dobles Masculino
- Hans Podlipnik /  Andrei Vasilevski derrotaron en la final a  Roman Jebavý /  Lukáš Rosol, 7-5, 3-6, [16-14]